# Liste der Monuments historiques in Consenvoye
Die Liste der Monuments historiques in Consenvoye führt die Monuments historiques in der französischen Gemeinde Consenvoye auf.

## Liste der Immobilien
| Bezeichnung                       | Beschreibung            | Standort          | Kennzeichnung | Schutzstatus | Datum | Bild           |
| --------------------------------- | ----------------------- | ----------------- | ------------- | ------------ | ----- | -------------- |
| Friedhofsmauer                    |                         | Grande Rue (Lage) | PA00106516    | Classé       | 1932  |                |
| Kirche Notre-Dame-de-l’Assomption | aus dem 18. Jahrhundert | Grande Rue (Lage) | PA00106517    | Classé       | 1921  | weitere Bilder |

## Liste der Objekte
| Bezeichnung    | Beschreibung                                   | Standort                                        | Kennzeichnung | Schutzstatus | Datum | Bild |
| -------------- | ---------------------------------------------- | ----------------------------------------------- | ------------- | ------------ | ----- | ---- |
| Antependium    | Holz, bemalt, 19. Jahrhundert                  | in der Kirche Notre-Dame-de-l’Assomption (Lage) | PM55001744    | Inscrit      | 2003  |      |
| Kreuzreliquiar | Kupfer, versilbert, Mitte des 19. Jahrhunderts | in der Kirche Notre-Dame-de-l’Assomption (Lage) | PM55000952    | Classé       | 1993  |      |